# Lonchoptera magnifica
Espèce
Lonchoptera magnifica est une espèce de diptères.